# Shioiri Matsusaburō

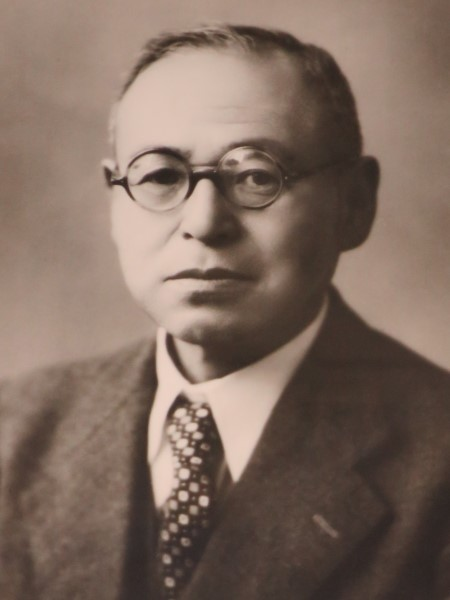
Shioiri Matsusaburō

Shioiri Matsusaburō (japanisch 塩入 松三郎; geboren 12. November 1889 in Mizuuchi (Präfektur Nagano); gestorben 1. Oktober 1962) war ein japanischer Agrarchemiker.

## Leben und Wirken
Shioiri Matsusaburō machte 1914 seinen Studienabschluss am Department of Agricultural Chemistry der Kaiserlichen Universität Tokio. Anschließend trat er in das Agrarforschungsinstitut des Ministeriums für Landwirtschaft und Handel ein, arbeitete in der Rikuu-Zweigstelle (陸羽支場) und an anderen Orten. 1925 wurde er Leiter der Agrarchemie am Agrarforschungsinstitut (農事試験場, Nōji shikenjō). 1936 wurde er gleichzeitig Professor an der landwirtschaftlichen Fakultät der Universität Tokio. 1950 wurde er als Meiyo Kyōju verabschiedet. Danach war er Präsident des „Shiga Prefectural Agricultural Junior College“ (滋賀県立農業短大学, Shiga Kenritsu Nōgyō Tandaigaku), Mitglied des „Japan Agricultural Research Institute“ (日本農業研究所) und seit 1955 Professor an der Tamagawa-Universität (玉川大学).
Während dieser Zeit veröffentlichte Shioiri viele Artikel wie „Suiden dojō no han'nō ni tsuite“ (水田土壌の反応に就いて) – „Über Reaktionen des Reisfeldbodens“ im Jahr 1934. Er befürwortete und popularisierte die Düngemethode in allen Stärken als eine rationelle Anwendungsmethode für Stickstoffdünger. 1944 erhielt er den „Institute of Science and Technology Award“ für seine Verbesserungsmethode alternder Reisfeldern und etablierte ein System für Reisbodenchemie. Zu seinen weiteren Veröffentlichungen gehören „Dojō-gaku kenkyū“ (土壌学研究) – „Forschung zur Bodenkunde“, „Dojō hiryō kōwa“ (土壌肥料講話) – „Vorlesung zum Bodendünger“ und „Dojō no bunrui ni tsuite“ (土壌の分類について) – „Über die Bodenklassifizierung“.

## Auszeichnungen
- 1937 Japan Prize for Agricultural Science (日本農学賞, Nihon Nōgaku-shō)
- 1944 Institute of Technology Award (技術院賞, Gijitsuin-shō)
- 1945 Imperial Academy Kashima Hagimaro[A 3] Memorial Award (帝国学士院鹿島萩麿記念賞, Teikoku Gakushin Kashima Hagimaro Kinen-shō),
- 1957 Person mit besonderen kulturellen Verdiensten